# Ölverdünnung
Ölverdünnung ist ein Begriff der Fahrzeugtechnik. Ölverdünnung beschreibt das Einschleppen von Treibstoffen in das Schmieröl eines Verbrennungsmotors und das Ausbleiben der anschließenden Kraftstoffverdampfung im Öl, sodass das Öl ständig weiter verdünnt wird und die Schmierwirkung des Öls immer weiter nachlässt. Dies kann einen kapitalen Motorschaden nach sich ziehen. Ölverdünnung ist sowohl bei Otto- als auch Dieselmotoren möglich, bei letzteren insbesondere bei Ausführungen mit Dieselpartikelfilter (DPF).
Die Hauptursache der Ölverdünnung bei Ottomotoren ist Kraftstoff, der sich nach einem Kaltstart an den noch kalten Zylinderwänden niederschlägt und dann an den Kolbenringen vorbei in das Motoröl gelangt. Dies wird durch Kurzstreckenverkehr – insbesondere im Winter – oder einen defekten Thermostat im Kühlkreislauf noch verstärkt. Bei Ottomotoren mit elektronischer Einspritzanlage tritt dieser Effekt weniger stark auf als bei solchen mit Vergaser, da die Kraftstoffmenge beim Kaltstart genauer dosiert werden kann.
Bei Dieselmotoren spielt die Ölverdünnung nach einem Kaltstart nur eine geringe Rolle, da der Kraftstoff auch bei kaltem Motor kaum mit den Brennraumwänden in Berührung kommt. Schon kurz nach dem Start findet praktisch keine Wandbenetzung mehr statt. Die Hauptursache bei Dieselmotoren ist in der sogenannten Nacheinspritzung zu finden, welche zur Reinigung des Dieselpartikelfilters – hauptsächlich bei Kurzstreckenbetrieb – durchgeführt wird. Dabei gerät unverbrannter Kraftstoff durch den sogenannten Blowby in das Kurbelgehäuse.
Bei Fahrzeugen, die nicht ausschließlich auf Kurzstrecke gefahren werden und deren Motoren ansonsten auch gut gewartet sind, kann eine Ölverdünnung an schleichend steigendem Ölstand erkennbar werden. Der gezogene Ölpeilstab kann dann nach Kraftstoff riechen. Wenn dies beobachtet wird, ist eine Prüfung des Kühlsystems in der Werkstatt angebracht: Oft ist der Thermostat der Kühlung defekt, der Motor wird zu stark gekühlt und erreicht seine normale Arbeitstemperatur nicht. Die Kühlwasser-Temperaturanzeige ist oftmals zu ungenau und nicht genügend skaliert, als dass dieser Prozess von normalen Autofahrern erkannt werden könnte.
Bei allen Motoren kann im Mittel- und Langstreckenbetrieb in das Öl eingeschleppter Kraftstoff wieder ausdampfen, allerdings nie wieder vollständig. Dies gilt sowohl für Benzin als auch für Dieselkraftstoff. Das Motoröl erreicht maximale Temperaturen von etwa 120 bis 130 °Celsius, und dies nur an neuralgischen Punkten im Motor; meist liegen die Betriebstemperaturen des Öls bei etwa 80 bis 100 °C. Das bedeutet, dass von dem eingeschleppten Treibstoff nur die Fraktionen, deren Siedepunkte bei diesen Temperaturen oder darunter liegen, sich überhaupt aus dem Motoröl abscheiden; der Rest verbleibt im Öl. Im Falle von Benzin lassen sich so bis etwa 80 % des eingeschleppten Kraftstoffes wieder abscheiden; bei Dieselkraftstoff sind es maximal etwa 40 %.
Der Betrieb von Dieselfahrzeugen mit Biodiesel (RME) verschärft das Problem der Ölverdünnung noch weiter. Aufgrund des höheren Siedebereiches ist es bei Biodiesel nicht mehr möglich, dass dieser aus dem heißen Motoröl ausdampft; Fahrzeuge, die überwiegend oder ausschließlich mit Biodiesel betrieben werden, sollten die vorgeschriebenen Ölwechselintervalle deshalb unbedingt einhalten. Schließlich kann es bei Verwendung von Pflanzenölen als Treibstoff zur Polymerisation der eingeschleppten Pflanzenöle mit den im Motoröl enthaltenen Additiven kommen. Es entstehen mit der Zeit unlösliche Schwebstoffe und Klumpen, welche die Ölleitungen verstopfen und zum Ausfall der Schmierung führen können.